# Wilhelm Sucksdorff
Wilhelm Joachim Sucksdorff, född 24 december 1851 i Lovisa, död 20 mars 1934 i Helsingfors, var en finländsk läkare och nykterhetsman.
Sucksdorff blev medicine och kirurgie doktor 1886. Han var 1887–1994 docent och 1894–1995 extra ordinarie professor i hygien vid Helsingfors universitet samt verkade 1895–1917 som förste stadsläkare i Helsingfors.
Sin läkargärning ägnade han främst åt den praktiska hygienen. Som stadsläkare var han med om att förbättra och organisera den kommunala hälsovården. Han anslöt sig på 1880-talet till nykterhetsrörelsen och verkade bland annat som ordförande i Finlands svenska nykterhetsförbund 1905–1911. Han var 1891–1917 chefredaktör för Tidskrift för hälsovård som han grundat.
Han var från 1891 gift med konstnären Julia Sucksdorff. Makarna utgav småskrifter om sexualupplysning i en kristligt-asketisk anda. 